# Alessandra Smerilli
Alessandra Smerilli   (Vasto, 14 de novembre de 1974) és una economista italiana, acadèmica i religiosa catòlica. És doctora en economia política i estadística per la Pontifícia Facultat de Ciències de l'Educació Auxilium.

## Trajectòria
El juliol de 1993, Alessandra es va graduar a l'escola secundària científica Raffaele Mattioli de la seva ciutat natal, Vasto i més tard va començar els seus estudis d'economia.
Quatre anys més tard, l'any 1997, va ingressar a la congregació de les Filles de Maria Auxiliadora i, a petició del seu superior, va continuar els seus estudis d'economia.
Va continuar els seus estudis a la Facultat d'Economia de la Universitat Roma III i el juliol de 2001 es va llicenciar en Ciències Econòmiques i Comercials amb l'especialització en economia política amb totes les qualificacions, matrícula d'honor i dret a publicar la tesi.
El juny de 2006, va obtenir un doctorat en economia política a la Universitat romana de La Sapienza i el 21 de juny de 2014, va rebre un doctorat en economia per la School of Economics de la Universitat d'East Anglia a Norwich, Regne Unit.
Treballa a la Pontifícia Facultat de Ciències de l'Educació Auxilium com a professora extraordinària d'economia política i estadística, i també com a membre de la junta directiva de la Universitat. També imparteix classes d'economia, ètica i finances a la Facultat de Filosofia de la Universitat Pontifícia Salesiana i al màster en economia per a entitats ànim de lucre de la Universitat de Milà-Bicocca.
Des del 2008, és membre dels comitès científics i organitzatius de les Setmanes Socials dels Catòlics Italians, i des del 2013 la secretària d'aquesta iniciativa. A més, és membre dels Comitès Ètics del consorci CHARIS i també de la Banca Popolare Etica, i membre fundadora de l' Escola d'Economia Civil.
L'any 2018 va ser auditora de la XV Assemblea General Ordinària del Sínode dels Bisbes que va tenir lloc a la Ciutat del Vaticà del 3 al 28 d'octubre de 2018 sobre el tema "Joves, fe i discerniment vocacional".
El 17 d'abril de 2019, el Papa Francesc la va nomenar consellera de l'Estat de la Ciutat del Vaticà. Poc després, el 24 de maig de 2019, el mateix pontífex també la va nomenar consultora a la secretaria general del Sínode dels Bisbes.
Des de la primavera de 2020, coordina l' Economic Task Force de la Comissió Vaticà COVID-19, una institució creada pel Papa Francesc per expressar la preocupació de l'Església davant la pandèmia de la COVID-19 i per proposar respostes als reptes socioeconòmics del futur.
També és membre de Women for a New Renaissance un grup de treball creat pel ministre per a la Igualtat d'Oportunitats i la família de la política italiana Elena Bonetti.
El maig de 2020, amb la recepció a principis de 2021, va rebre l'Ordre de l'Estrella d'Itàlia pels seus "assoliments acadèmics i el seu compromís amb els principis ètics en els negocis i les finances".
El 24 de març de 2021, el papa Francesc la va nomenar subsecretària de Fe i Desenvolupament del Dicasteri per a la Promoció del Desenvolupament Humà Integral de la Cúria Romana. Es va convertir, com a interina, en la primera dona secretària del dicasteri el 26 d'agost de 2021. Això la va convertir en la dona amb més responsabilitat de la cúria de l'època. El 23 d'abril de 2022 va esdevenir Secretària del Dicasteri.
L'any 2024, va contribuir amb el pròleg d'una publicació de Càritas Internationalis titulada Igualtat, trobada, renovació: un compromís de Càritas amb la promoció del lideratge i la participació de les dones, basat en els valors i principis de les Sagrades Escriptures i de l'Ensenyament Social Catòlic.